# Juri Wladimirowitsch Matijassewitsch

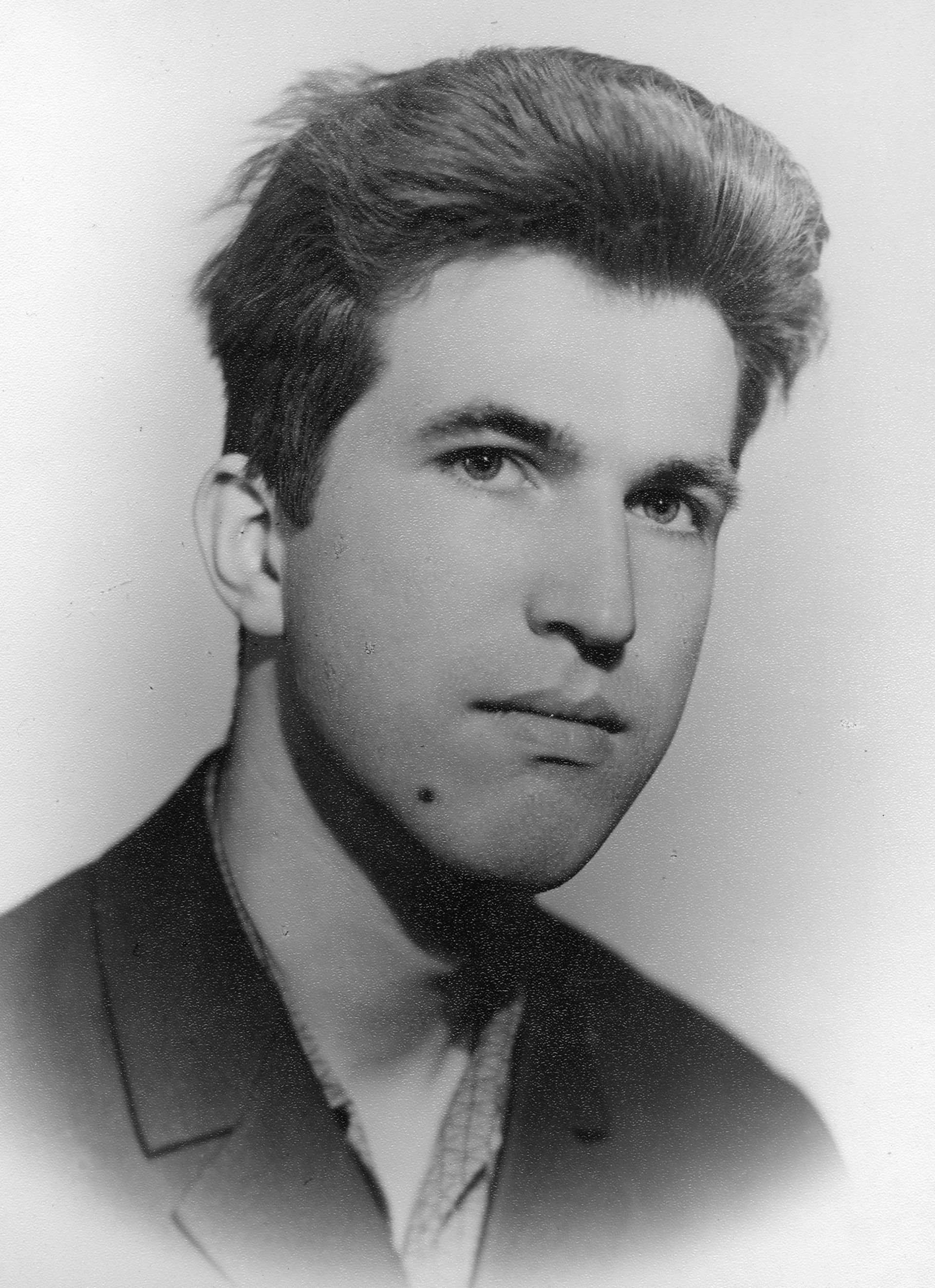
Juri Wladimirowitsch Matijassewitsch

Juri Wladimirowitsch Matijassewitsch (russisch Ю́рий Влади́мирович Матиясе́вич, englische Transkription Yuri Matiyasevich; * 2. März 1947 in Leningrad) ist ein russischer Mathematiker und Informatiker. Er gelangte zu Bekanntheit, nachdem er im Alter von 22 Jahren eine negative Antwort auf David Hilberts Zehntes Problem fand und diese als Doktorarbeit präsentierte.

## Beruflicher Werdegang
Matijassewitsch ging 1962 bis 1963 auf das St. Petersburger Lyzeum Nr. 239 und anschließend 1963 bis 1964 auf die Moskauer Kolmogorow-Schule. 1964 gewann er die  Internationale Mathematik-Olympiade, weshalb ihm sein letztes Jahr auf dem Gymnasium erlassen wurde und er sofort an der Staatlichen Universität Sankt Petersburg 1964 sein Mathematikstudium beginnen konnte. Noch als Student hielt er 1966 einen Vortrag auf dem  Internationalen Mathematikerkongress in Moskau. 1969 beendete er sein Studium und promovierte 1970 (russischer Kandidatentitel) am LOMI (heute POMI), der St. Petersburger Filiale des Steklow-Institut für Mathematik. Anschließend forschte er am LOMI, ab 1974 als Senior-Wissenschaftler. 1970 löste er Hilberts Zehntes Problem, aufbauend unter anderem auf Arbeiten von Julia Robinson, Martin Davis und Hilary Putnam, was ihn international bekannt machte. 1972 habilitierte er sich (russischer Doktortitel). 1971 zeigte er konstruktiv, dass ein ganzzahliges multivariables Polynom existiert, das für positive ganzzahlige Argumente mit seinen positiven Werten exakt die Menge der Primzahlen erzeugt. Sechs Jahre später konnte er beweisen, dass hierfür ein Polynom in 10 Variablen ausreicht.
1980 wurde er Leiter des Labors für mathematische Logik im LOMI. Seit 1995 ist er Professor an der Staatlichen Universität Sankt Petersburg, zuerst mit einem Lehrstuhl für Software Engineering, danach mit einem Lehrstuhl Algebra und Zahlentheorie.
Von ihm stammt auch die Entwicklung algebraisch äquivalenter Aussagen (über Polynome) zum Vier-Farben-Satz.
Seit 2002 leitete er die Jury der Mathematik-Olympiade der Stadt Sankt Petersburg und seit 2003 leitete er auch die deutsch-russische Joint Advanced Student School (JASS).

## Auszeichnungen und Ehrungen
- 1964: Erster Platz bei der Internationalen Mathematik-Olympiade in Moskau.
- 1970: Preis für junge Mathematiker der Leningrader Mathematischen Gesellschaft.
- 1970: Invited Speaker auf dem Internationalen Mathematikerkongress in Nizza (Diophantine representation of recursively enumerable predicates).
- 1980: A.-A.-Markow-Preis der Russischen Akademie der Wissenschaften[4]
- 1997 wurde er korrespondierendes Mitglied der Russischen Akademie der Wissenschaften und seit 2008 ist er deren Vollmitglied
- 1996: Ehrendoktor der Universität Auvergne (Docteur Honoris Causa de l'Université d'Auvergne).
- 1998: Humboldt-Forschungspreis.
- Seit 1998 ist er Vizepräsident der Sankt Petersburger Mathematischen Gesellschaft.
- 2003: Ehrendoktor der Universität Pierre und Marie Curie.
- 2007: Mitglied der Bayerischen Akademie der Wissenschaften.

## Sonstige Mitgliedschaften / Aktivitäten
- Mitglied der American Mathematical Society und der Association for Symbolic Logic.
- Redaktionsmitglied der Zeitschriften Discrete Mathematics and Applications  und Computer Instruments in Education .
- Mitglied der Academia Europaea (seit 2014)

## Sonstiges
- Nach ihm wurde ein Polynom benannt, das sich auf Einfärbungen der Triangulation einer Sphäre bezieht.
- Seine Erdős-Zahl ist 2: Juri Matijassewitsch – Richard Kenneth Guy – Paul Erdős.

## Werke

### Bücher
- Yuri V. Matiyasevich: Hilbert's 10th Problem , mit Vorwort von Martin Davis und Hilary Putnam, The MIT Press, 1993, ISBN 0-262-13295-8.

### Artikel
- Enumerable Sets are diophantine, Soviet Math. Doklady, 11, 1970, S. 354–357.
- Real-time recognition of the inclusion relation  (on-line version (PDF-Datei; 369 kB)), Journal of Soviet Mathematics, Nr. 1 (1973), S. 64–70, ISSN 0090-4104.
- mit Julia Robinson: Reduction of an arbitrary Diophantine equation to one in 13 unknowns  (on-line version), Acta Arithmetica, XXVII (1975), 521–549.
- mit Géraud Sénizergues: Decision Problems for Semi-Thue Systems with a Few Rules  (on-line version), LICS'96 (zum Postschen Korrespondenzproblem)
- Proof Procedures as Bases for Metamathematical Proofs in Discrete Mathematics  (on-line version; GZIP; 34 kB), Personal Journal of Yury Matiyasevich.
- Elimination of bounded universal quantifiers standing in front of a quantifier-free arithmetical formula , (on-line version), Personal Journal of Yuri Matiyasevich.
- A Polynomial related to Colourings of Triangulation of Sphere , (on-line version), Personal Journal of Yuri Matiyasevich.
- Some Probabilistic Restatements of the Four Color Conjecture  (on-line version; GZIP; 163 kB), Journal of Graph Theory, 2003.
- Hilbert´s tenth problem: diophantine equations in the twentieth century, in Bolibruch, Osipov, Sinai (Herausgeber) Mathematical Events of the Twentieth Century, Springer 2006, S. 185.
- My collaboration with Julia Robinson, Mathematical Intelligencer, Band 14, 1992, Nr. 4, Online